# Brđani (Šipovo)
Brđani (szerbül: Брђани) egykor vegyes lakosságú, ma szerb falu Bosznia-Hercegovinában, Bosanska krajina területén, a Szerb Köztársaságban, Šipovo községben. 

## Fekvése
Bosznia-Hercegovina közép-nyugati részén, Banja Lukától légvonalban 60, közúton 88 km-re délre, községközpontjától légvonalban 5 km-re, közúton 6 km-re délnyugatra, a Pljiva jobb partján, 450-550 méter közötti tengerszint feletti magasságban található. 

## Népessége
| Nemzetiségi csoport | Népesség 1991 | Népesség 2013 |
| ------------------- | ------------- | ------------- |
| Szerb               | 222           | 189           |
| Bosnyák             | 132           | 9             |
| Horvát              | 1             | 4             |
| Jugoszláv           | 1             | 0             |
| Egyéb               | 1             | 0             |
| Összesen            | 357           | 202           |

## Története
A régészeti leletek tanúsága szerint a település már a római korban is lakott volt. A Gromilén található ókori települést a rómaiak építették.
A település 1878-ig tartozott az Oszmán Birodalomhoz, majd az Osztrák-Magyar Monarchia része lett. 1879-ben az első osztrák-magyar népszámlálás során Pliva község részeként a faluban 27 házat és 182 ortodox szerb lakost számláltak. 1910-ben Barevo község részeként a településen 28 házat, 55 ortodox szerb, 57 muszlim és 68 katolikus lakost találtak.A monarchia szétesésével 1918-ben előbb a Szerb-Horvát-Szlovén Királyság, majd 1929-től a Jugoszláv Királyság része. Jugoszlávia megszállása után a falu a Független Horvát Állam (NDH) része lett.
1945-től a település a szocialista Jugoszlávia része volt. A településen az 1991-es népszámlálás adatai szerint 357-en éltek. A Bosznia-Hercegovinában zajló polgárháború idején a Visoko Krajina többi településéhez hasonlóan a Boszniai Szerb Köztársaság része volt. A területén 1995 szeptemberéig nem volt háborús hadművelet, ekkor azonban a település területét a Horvát Köztársaság fegyveres ereje megszállta. A horvát csapatok elől a lakosság elmenekült. A daytoni békeszerződés aláírása után a település a Szerb Köztársasághoz, azon belül Šipovo községhez került.

## Nevezetességei
- Gromile – római település maradványai. Épületmaradványok, fémtárgyak és kerámiatöredékek.[4]